# Schots voetbalkampioenschap 1891/92
1891/92 was het tweede seizoen in de Schotse voetbalcompetitie. Dumbarton moest in het eerste seizoen nog de titel delen met de Rangers maar kon zich nu alleen kampioen kronen.

## Scottish Premier League
| Plaats | Team           | Wed | W  | G | V  | DV | DT | DS  | Pts |
| ------ | -------------- | --- | -- | - | -- | -- | -- | --- | --- |
| 1      | Dumbarton      | 22  | 18 | 1 | 3  | 78 | 27 | 51  | 37  |
| 2      | Celtic         | 22  | 16 | 3 | 3  | 62 | 21 | 41  | 35  |
| 3      | Hearts         | 22  | 15 | 4 | 3  | 65 | 35 | 30  | 34  |
| 4      | Leith Athletic | 22  | 12 | 1 | 9  | 51 | 40 | 11  | 25  |
| 5      | Rangers        | 22  | 11 | 2 | 9  | 59 | 46 | 13  | 24  |
| 6      | Third Lanark   | 22  | 8  | 5 | 9  | 43 | 47 | -3  | 21  |
| 7      | Renton FC      | 22  | 8  | 5 | 9  | 37 | 43 | -6  | 21  |
| 8      | Clyde FC       | 22  | 8  | 4 | 10 | 63 | 61 | 2   | 20  |
| 9      | Abercorn       | 22  | 6  | 5 | 11 | 44 | 59 | -15 | 17  |
| 10     | St. Mirren     | 22  | 5  | 5 | 12 | 43 | 60 | -17 | 15  |
| 11     | Cambuslang     | 22  | 5  | 5 | 12 | 21 | 53 | -32 | 15  |
| 12     | Vale of Leven  | 22  | 0  | 5 | 17 | 24 | 99 | -75 | 5   |

## Scottish Cup
Celtic FC 5-1 Queen's Park FC

## Nationaal elftal
| Datum          | Plaats                     | Tegenstander | Score | Competitie                | Schotland scorers                                                    |
| -------------- | -------------------------- | ------------ | ----- | ------------------------- | -------------------------------------------------------------------- |
| 19 maart, 1892 | Solitude, Belfast          | Ierland      | 3-2   | British Home Championship | Alex Keillor, William Lambie, David McPherson                        |
| 26 maart, 1892 | Tynecastle Park, Edinburgh | Wales        | 6-1   | British Home Championship | James Hamilton (2), John McPherson (2), William Thomson, David Baird |
| 2 april, 1892  | Ibrox Park, Glasgow        | Engeland     | 1-4   | British Home Championship | John Bell                                                            |

- Scores worden eerst voor Schotland weergegeven ongeacht thuis- of uitwedstrijd

Football League: 1890/91 · 1891/92 · 1892/93

First Division: 1893/94 · 1894/95 · 1895/96 · 1896/97 · 1897/98 · 1898/99 · 1899/00 · 1900/01 · 1901/02 · 1902/03 · 1903/04 · 1904/05 · 1905/06 · 1906/07 · 1907/08 · 1908/09 · 1909/10 · 1910/11 · 1911/12 · 1912/13 · 1913/14 · 1914/15 · 1915/16 · 1916/17 · 1917/18 · 1918/19 · 1919/20 · 1920/21 · 1921/22 · 1922/23 · 1923/24 · 1924/25 · 1925/26 · 1926/27 · 1927/28 · 1928/29 · 1929/30 · 1930/31 · 1931/32 · 1932/33 · 1933/34 · 1934/35 · 1935/36 · 1936/37 · 1937/38 · 1938/39 · 1939/40 · 1940/41 · 1941/42 · 1942/43 · 1943/44 · 1944/45 · 1945/46 · 1946/47 · 1947/48 · 1948/49 · 1949/50 · 1950/51 · 1951/52 · 1952/53 · 1953/54 · 1954/55 · 1955/56 · 1956/57 · 1957/58 · 1958/59 · 1959/60 · 1960/61 · 1961/62 · 1962/63 · 1963/64 · 1964/65 · 1965/66 · 1966/67 · 1967/68 · 1968/69 · 1969/70 · 1970/71 · 1971/72 · 1972/731973/74 · 1974/75

Premier Division: 1975/76 · 1976/77 · 1977/78 · 1978/79 · 1979/80 · 1980/81 · 1981/82 · 1982/83 · 1983/84 · 1984/85 · 1985/86 · 1986/87 · 1987/88 · 1988/89 · 1989/90 · 1990/91 · 1991/92 · 1992/93 · 1993/94 · 1994/95 · 1995/96 · 1996/97 · 1997/98

Premier League: 1998/99 · 1999/00 · 2000/01 · 2001/02 · 2002/03 · 2003/04 · 2004/05 · 2005/06 · 2006/07 · 2007/08 · 2008/09 · 2009/10 · 2010/11 · 2011/12 · 2012/13

Premiership: 2013/14 · 2014/15 · 2015/16 · 2016/17 · 2017/18 · 2018/19 · 2019/20 · 2020/21